# Rolf Elble
Rudolf „Rolf“ Elble (* 27. April 1916 in Hannover; † 1989) war ein deutscher Offizier (Oberst i. G.), Politologe und Militärhistoriker.

## Leben
Elble wurde 1916 als Sohn eines Richters geboren. Er besuchte drei Jahre die Volksschule und ab 1925 das humanistische Gymnasium in Bruchsal. Nach dem Abitur 1934 in Durlach trat er als Fahnenjunker in das 14. (Bad.) Infanterie-Regiment der Reichswehr ein.
1936 wurde er zum Leutnant befördert. Er diente u. a. als Zugführer und Bataillons-Adjutant. Im Januar 1942 wurde er Kompaniechef im Infanterie-Ersatz-Bataillon 14. Im Juni 1942 wurde er Taktiklehrer an der Schule IV für Offizier-Anwärter der Infanterie in Ohrdruf. Ab Januar 1943 war er Regimentsadjutant des Grenadier-Ersatz-Regiments 5 und ab Februar 1943 Bataillonskommandeur des kroatischen Infanterie-Ersatz-Regiments 369. Danach war er in der Führerreserve im Oberkommando des Heeres: Im Juli 1943 wurde er zum Stab der 76. Infanterie-Division und im November 1943 zum Chef der Heeresrüstung und Befehlshaber des Ersatzheeres kommandiert. Im Februar 1944 erfolgte die Versetzung an die Kriegsakademie. Im Mai 1944 wurde er um Major befördert. Im August wurde er in den Generalstab versetzt und sodann Zweiter Generalstabsoffizier (Ib) der 329. Infanterie-Division. Während des Krieges wurde er mit dem Eisernen Kreuz I. Klasse ausgezeichnet. Elble geriet im Mai 1945 in sowjetische Kriegsgefangenschaft, in der er bis April 1949 verblieb.
Danach war er kaufmännisch tätig. 1951 trat er als Offizier in den Bundesgrenzschutz ein. 1956 wurde er in das Heer der Bundeswehr übernommen. Er war zunächst zwei Jahre Lehrer für Militär- und Kriegsgeschichte an der Heeresoffizierschule I in Hannover. Danach war er ein halbes Jahr Chef des Stabes des II. Korps in Ulm. 1959/60 war er Chef des Stabes der 10. Panzergrenadierdivision in Sigmaringen und im Anschluss drei Jahre Generalstabsoffizier im NATO-Hauptquartier in Rocquencourt bei Paris.
Von 1964 bis 1974 wirkte er am Militärgeschichtlichen Forschungsamt (MGFA) in Freiburg im Breisgau. 1965 wurde er dort Leiter der Arbeitsgruppe Polenfeldzug und 1966 Leiter einer Forschungsabteilung. Neben seiner Forschungstätigkeit studierte er ab 1965 Politische Wissenschaften, Philosophie und Neuere Geschichte an der Albert-Ludwigs-Universität Freiburg. 1969/70 wurde er bei Dieter Oberndörfer und Andreas Hillgruber an der Philosophischen Fakultät mit der Dissertation Synoptisches Begreifen der Politik und Generalstabsdenken als Voraussetzung strategischer Planung zum Dr. phil. promoviert.
Elble war ab 1961 mit einer von Unruh verheiratet und Vater von zwei Kindern.

## Schriften (Auswahl)
- Vom künftigen deutschen Offizier. Aktuelle Gedanken zum Offizierberuf. Verlag WEU/Offene Worte Verlag, Bonn 1957.
- Führungsdenken, Stabsarbeit. Entwicklung und Ausblick. Ein Versuch (= Beiträge zur Wehrforschung. Bd. 14/15). Mit einem Vorwort von Johann Adolf Graf von Kielmansegg, Wehr und Wissen Verlagsgesellschaft, Darmstadt 1967.
- (Hrsg.): Clausewitz in unserer Zeit. Ausblick nach 10 Jahren Clausewitz-Gesellschaft. Im Auftrag der Clausewitz-Gesellschaft, Wehr und Wissen Verlagsgesellschaft, Darmstadt 1971, ISBN 3-8033-0208-0.
- Die Schlacht an der Bzura im September 1939 aus deutscher und polnischer Sicht (= Einzelschriften zur militärischen Geschichte des Zweiten Weltkrieges. Bd. 15). Rombach, Freiburg im Breisgau 1975, ISBN 3-7930-0174-1.